# Radikal 208
Radikal 208 mit der Bedeutung „Maus, Ratte“ ist eines von vier traditionellen Radikalen der chinesischen Schrift mit  dreizehn Strichen.
Mit 7 Zeichenverbindungen in Mathews’ Chinese-English Dictionary kommt es sehr selten vor. Im Kangxi-Wörterbuch finden sich unter diesem Radikal aber noch 92 Schriftzeichen.
Die Schreibvariante 鼡 aus nur acht Strichen lässt kaum noch die Verwandtschaft mit dem ursprünglichen Zeichen erkennen, sie wird nicht für Zeichenverbindungen verwendet.
Hervorgegangen ist das Zeichen aus dem Piktogramm einer Maus. Entsprechend stehen Schriftzeichen mit dem Radikal 鼠 in den Zusammenhang Maus oder mausähnliche Tiere wie zum Beispiel:
鼬 (= Wiesel).
Die Tierzeichen geben in der chinesischen Astrologie jedem 12. Jahr einen eigenen Namen. In der Legende rief Buddha alle Tiere zu einem Fest. Die Ratte erzählte der Katze, dass dieses Fest einen Tag später gefeiert würde. Sie selbst ritt auf dem Rücken des Büffels zum Fest und erreichte es als erste. Buddha belohnte alle Tiere, indem er je ein Jahr nach ihnen benannte. Ratte, Büffel, Tiger, Hase, Drache, Schlange, Pferd, Schaf, Affe, Hahn, Hund und Schwein. Die Katze aber verfolgt seitdem die Ratte, um sich zu rächen.
Die Maus (oder Ratte) gilt nach dem chinesischen Kalender als angriffslustig. Mausjahre (子 zǐ) sind:
| 31. Januar  | 1900 bis 18. Februar | 1901 |
| 08. Februar | 1912 bis 05. Februar | 1913 |
| 05. Februar | 1924 bis 24. Januar  | 1925 |
| 24. Januar  | 1936 bis 10. Februar | 1937 |
| 10. Februar | 1948 bis 28. Januar  | 1949 |
| 28. Januar  | 1960 bis 14. Februar | 1961 |
| 15. Februar | 1972 bis 02. Februar | 1973 |
| 2. Februar  | 1984 bis 19. Februar | 1985 |
| 19. Februar | 1996 bis 06. Februar | 1997 |
| 07. Februar | 2008 bis 25. Januar  | 2009 |

## Schriftzeichenverbindungen, die vom Radikal 208 regiert werden
| Striche | Zeichen                 |
| ------- | ----------------------- |
| +0      | 鼠 鼡                   |
| +04     | 鼢 鼣 鼤                |
| +05     | 鼥 鼦 鼧 鼨 鼩 鼪 鼫 鼬 |
| +06     | 鼭                      |
| +07     | 鼮 鼯 鼰                |
| +08     | 鼱                      |
| +09     | 鼲 鼳 鼴 鼵             |
| +10     | 鼶 鼷 鼸 鼹             |
| +15     | 鼺                      |

 Im Unicodeblock Kangxi-Radikale ist das Radikal 208 unter der Codepointnummer 12.239 (U+2FCF) codiert.